# José Sabas López
José Sabas López (Ciudad de México, México; 8 de marzo de 1989) es un futbolista mexicano. Juega como delantero en el Tampico Madero, de la Segunda División de México.

## Clubes
| Club                | País   | Año         |
| ------------------- | ------ | ----------- |
| Tuzos de la UAZ     | México | 2008 - 2012 |
| Pumas de la UNAM    | México | 2012 - 2013 |
| Delfines del Carmen | México | 2013 - 2014 |
| Atlético Chiapas    | México | 2014        |
| Tampico Madero      | México | 2015 -      |